# Andy Dick
Andrew Roane Dick (születési nevén  Andrew Thomlinson; Charleston, Dél-Karolina, 1965. december 21.) amerikai humorista, színész, zenész, producer. Első rendszeres televíziós szerepe a rövid életű Ben Stiller Show-ban volt. Az 1990-es években a NewsRadio című vígjátéksorozatban tűnt fel kisebb szerepben, illetve visszatérő szerepe volt a Less than Perfect című sitcomban. Volt egy rövid életű szkeccsműsora az MTV-n The Andy Dick Show címmel. Ismertnek számít őrült viselkedéséről és kábítószer-függőségéről, illetve többször vádolták/tartóztatták le szexuális zaklatás vádjával is.

## Élete
Andrew Thomlinson néven született 1965. december 21-én. Allen és Sue Dick örökbefogadták őt, és Andrew Roane Dicknek nevezték el. Presbiteriánus hitben nevelkedett. Apja a haditengerészetnél szolgált.
Gyerekkorát családjával töltötte, akik többször is költöztek, éltek Connecticutban, Pennsylvaniában, New Yorkban és Jugoszláviában is, majd 1979-ben Chicagóba költöztek. A Lassiter High School középiskolába járt. 1984-ben érettségizett a Joliet West High School tanulójaként.
Középiskolában gyakran viccelődött a vezetéknevével; egyszer egy házi készítésű szuperhős jelmezben jelent meg az iskolában, és "Super Dick" néven mutatkozott be. Gyerekkora óta barátságban áll Anthony Rapp színésszel.
Középiskola után a The Second City csoport tagja lett, majd az Illinois Wesleyan Universityn tanult egy félév erejéig. Tanulmányait a Columbia College Chicago-n folytatta.

## Magánélete
1986-tól 1990-ig Ivone Kowalczyk volt a felesége. Egy gyerekük született, Lucas. Lena Sved-től egy fia és egy lánya született.
Egy 2006-os interjúban elmondta, hogy biszexuális.

## Diszkográfia
- Andy Dick & The Bitches of the Century (2002)
- Do Your Shows Always Suck? (2007)
- The Darkest Day of the Year (2009)